# 新月铁路
新月铁路是中国河南省境内的一条铁路，连接新乡市和焦作市博爱县月山镇，全长79.817公里，沿途经11个车站。新月铁路是山西、豫北能源基地连接华东沿海工业区的主要通道，也是晋煤南运、西煤东运的重要通道之一。
前身为道清铁路
新月铁路增建第二雙線工程将于2010年动工。

## 连接铁路
- 新乡站：京广铁路、新兖铁路
- 月山站：太焦铁路、焦柳铁路、侯月铁路